# Vendel (Suecia)

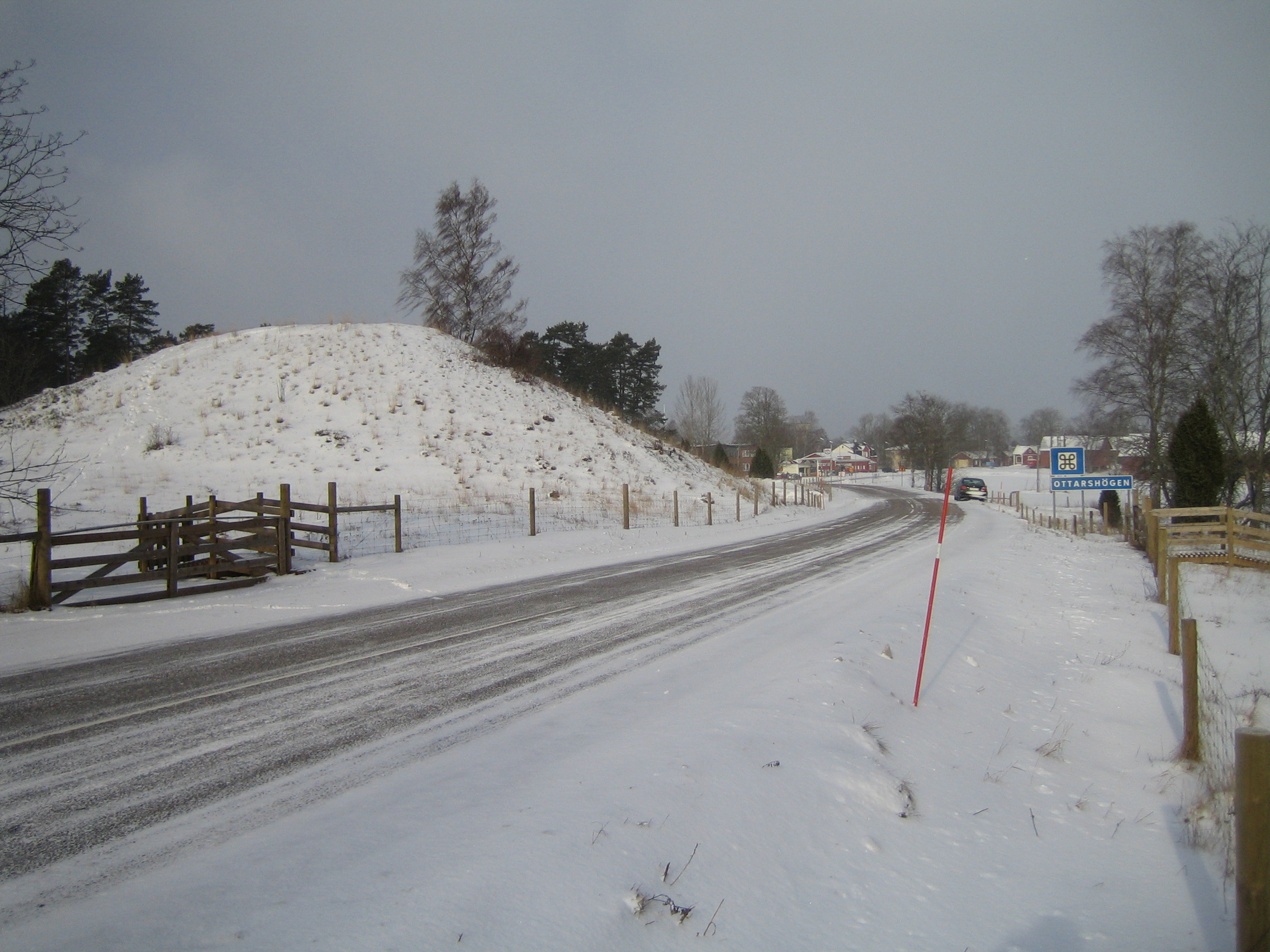
Montículo de Ohthere (Ottarshögen), en Vendel

Vendel es una parroquia de la provincia de Uppland, en Suecia. Ha dado nombre a la era de Vendel, el período histórico anterior a la época vikinga.